# Morten Kjærum
Morten Kjærum (født 30. marts 1957) er en dansk jurist, der er tidligere direktør for Institut for Menneskerettigheder og nuværende direktør for EU's Agentur for Grundlæggende Rettigheder.
Kjærum er uddannet cand.jur. fra Aarhus Universitet i 1984. Han var 1984–1991 leder af Dansk Flygtningehjælps asylafdeling, og blev i 1991 direktør for Det Danske Center for Menneskerettigheder. Da centret blev lukket i 2002 blev Morten Kjærum direktør for det nyoprettede Institut for Menneskerettigheder under Dansk Center for Internationale Studier og Menneskerettigheder. Her var han frem til maj 2008. I 2002 blev han medlem af FN's Komité til bekæmpelse af racediskrimination (CERD), og i 2004 formand for De Nationale Menneskerettighedsinstitutioners Koordinationskomité (ICC). I marts 2008 blev han udnævnt til direktør for EU's Agentur for Grundlæggende Rettigheder. 
Morten Kjærum modtog i august 2008 prisen Årets Laks af Landsforeningen for Bøsser og Lesbiske. Morten Kjærum er gift med Mette Hartlev, der er professor i sundhedsret og forskningscenterleder på Københavns Universitet.